# ۹۲۳ (میلادی)
۹۲۳ (میلادی) نهصد و بیست و سومین سال تقویم میلادی است.

## درگذشتگان
‎